# Heinrich Adolf von Zastrow

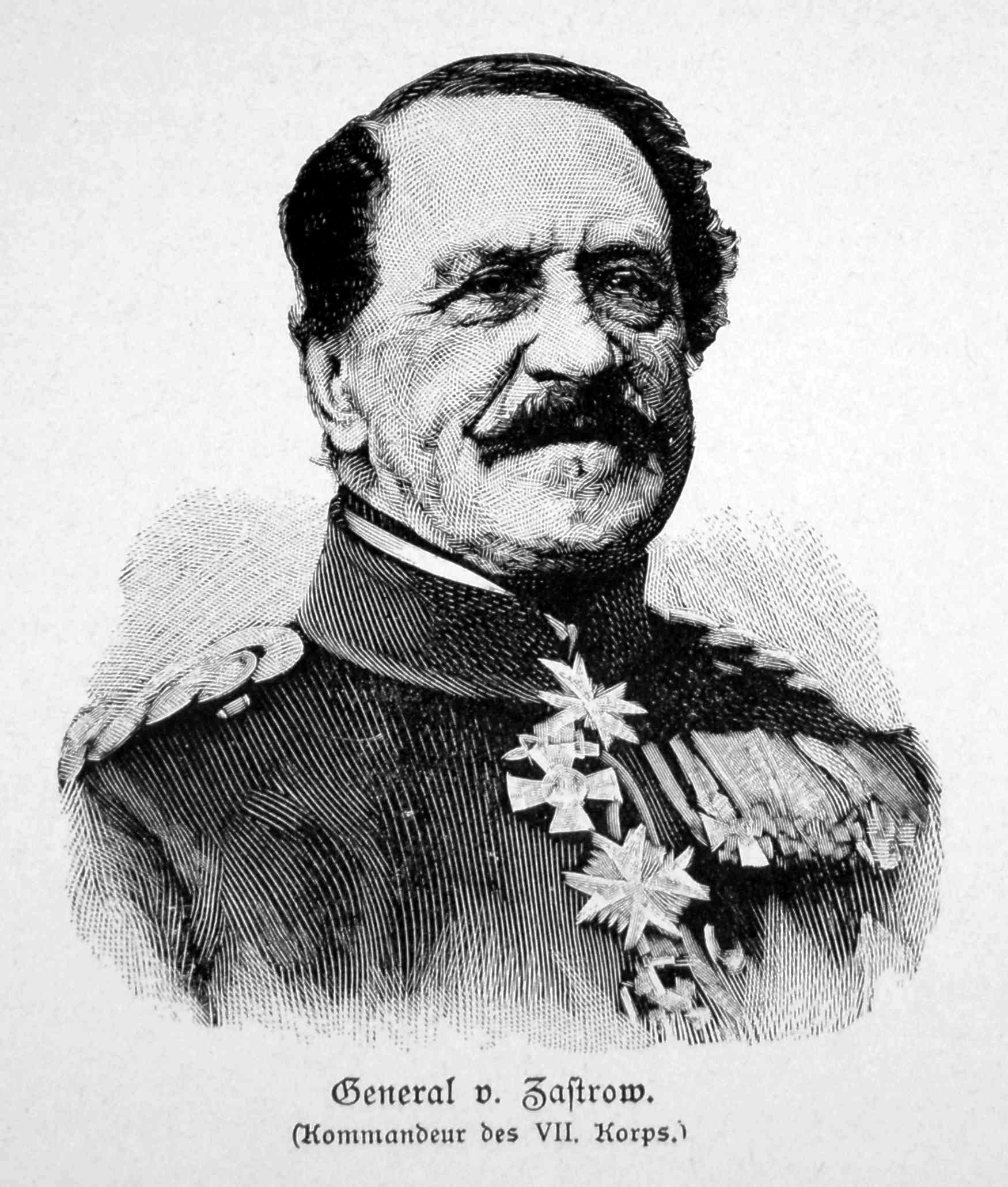
General von Zastrow

Alexander Friedrich Adolf Heinrich von Zastrow (* 11. August 1801 in Danzig; † 12. August 1875 in Schöneberg) war ein preußischer General der Infanterie.

## Leben

### Herkunft
Adolf Heinrich entstammte dem pommerschen Adelsgeschlecht Zastrow. Er war der Sohn des preußischen Obersten und Kommandeurs der 6. Infanterie-Brigade Alexander Heinrich Gebhard von Zastrow (1768–1815) und dessen Ehefrau Karoline Albertine Juliane, geborene von Blankenstein (1758–1868).

### Militärkarriere
Zastrow besuchte ab 8. September 1815 die Kadettenschule Berlin. Als Unteroffizier war er vom 15. April bis 10. Oktober 1819 Leibpage des preußischen Königs Friedrich Wilhelm III. Anschließend wurde Zastrow als Sekondeleutnant im 1. Garde-Regiment zu Fuß eingestellt und von 1823 bis 1825 zur weiteren Ausbildung an die Allgemeine Kriegsschule kommandiert. Hier entdeckte er sein besonderes Interesse für den Festungsbau, das 1828 in dem Handbuch der vorzüglichsten Systeme und Muster der Befestigungskunst seinen Niederschlag fand. Am 17. April 1834 wurde er zum Premierleutnant befördert.

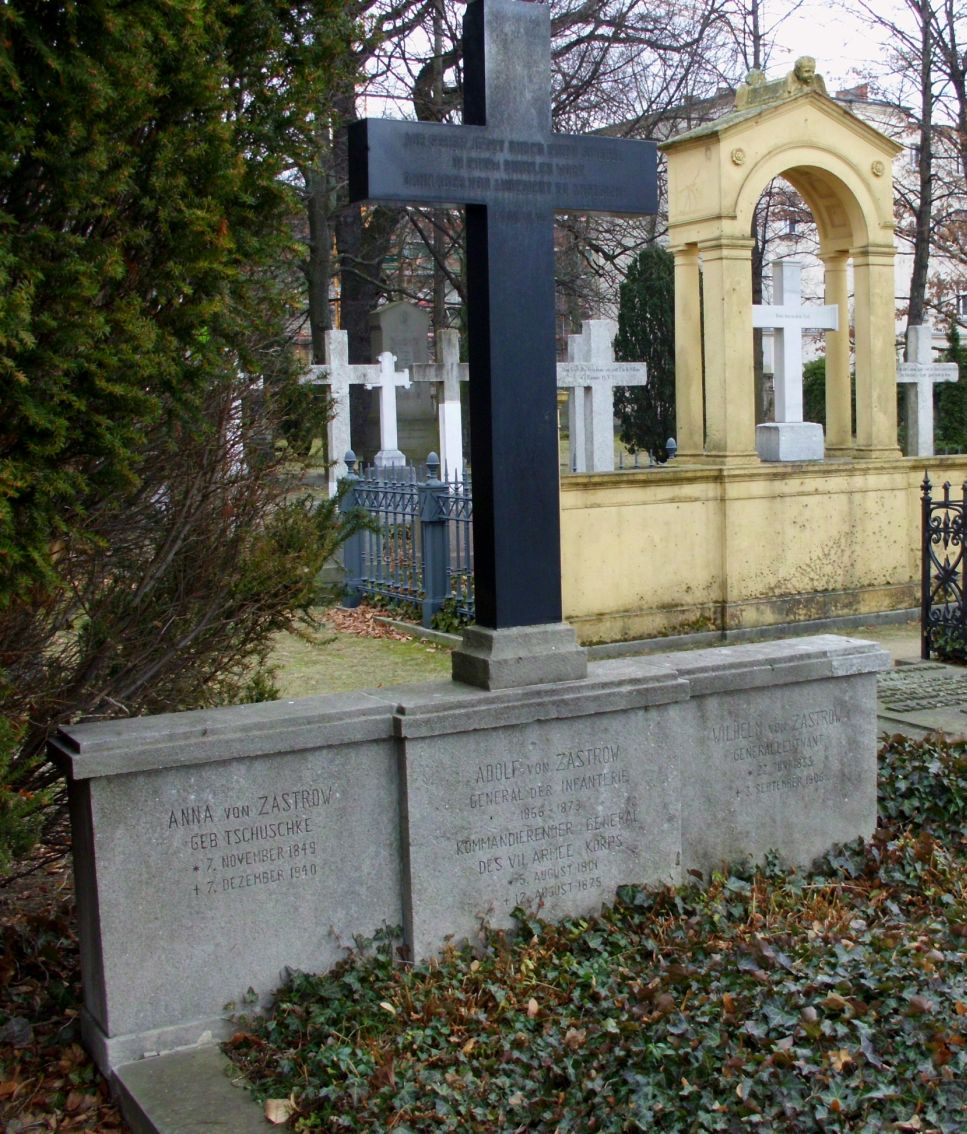
Familiengrab von Zastrow auf dem Invalidenfriedhof

1839 wurde er für drei Jahre nach der Türkei, 1848 als Major zur Schleswig-Holsteinischen Armee kommandiert. 1850 nach Preußen zurückgekehrt, wurde er Bataillonskommandeur im Grenadier-Regiment „König Friedrich Wilhelm IV.“ (1. Pommersches) Nr. 2, 1852 Kommandant von Stralsund, später als Oberst Kommandeur des Infanterie-Regiments „von Goeben“ (2. Rheinisches) Nr. 28, dann Kommandeur der 19. Infanterie-Brigade, 1863 als Generalleutnant Kommandeur der 11. Division.
Er trug im Deutschen Krieg 1866 an der Spitze dieser Division viel zur Entscheidung von Königgrätz bei, wurde darauf Kommandierender General des VII. Armee-Korps, das er im Deutsch-Französischen Krieg 1870/71 bei Spichern, Gravelotte, Metz und in Burgund führte. Nach dem Fall der Festung Metz belagerte er Thionville, Montmédy und Mezières. Am Ende des Feldzugs wurde er mit seinem Korps zur Unterstützung der Südarmee unter General Edwin von Manteuffel herangezogen. Für seine Verdienste in diesem Krieg wurde er am 5. Februar 1871 mit dem Eichenlaub zum Pour le Mérite ausgezeichnet und erhielt eine Dotation in Höhe von 100.000 Talern.
Zastrow wurde nach dem Krieg ehrenhalber Chef des 1. Schlesischen Grenadier-Regiments Nr. 10. Am 5. Oktober 1871 wurde er dann von seiner Stellung als Kommandierender General entbunden und unter Versetzung zu den Offizieren von der Armee zum Mitglied der Landesverteidigungskommission ernannt. Unter Belassung als Kommissionsmitglied wurde er am 27. Dezember 1873 mit Pension zur Disposition gestellt.
Er verstarb in Schöneberg und wurde am 18. August 1875 auf dem Invalidenfriedhof beigesetzt.

### Familie
Zastrow hatte am 23. Juni 1856 in Stralsund Marie Ottilie Israel, verwitwete Gräfin von Rantzau (1817–1900) geheiratet.  Die Ehe blieb kinderlos.

## Werke
- Geschichte der beständigen Befestigung. 3. Auflage Leipzig 1854, Digitalisat
- Handbuch der vorzüglichsten Systeme und Manieren der Befestigungs-Kunst, Digitalisat
- Carnot und die neuere Befestigung. Berlin 1840.
- als Übersetzung: Traité de l'attaque des places et de la défense. Berlin 1841.